# Dalarö socken
Dalarö socken i Södermanland ingick i Sotholms härad, ingår sedan 1971 i Haninge kommun och motsvarar från 2016 Dalarö distrikt.
Socknens areal var den 1 januari 1961 19,85 kvadratkilometer, varav 19,83 km² land. År 2000 fanns här 1 581 invånare. Tätorten  och kyrkbyn Dalarö med sockenkyrkan Dalarö kyrka ligger i socknen. 

## Administrativ historik

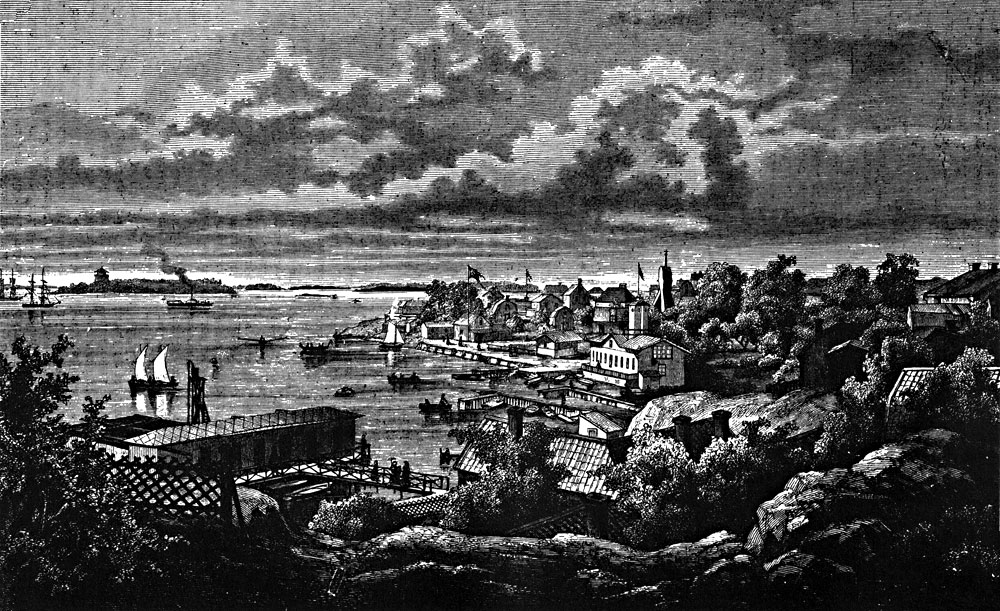
Dalarö, 1871.

Dalarö socken bildades omkring 1650 genom en utbrytning ur Tyresö socken.
Vid kommunreformen 1862 övergick socknens ansvar för de kyrkliga frågorna till Dalarö församling och för de borgerliga frågorna till Dalarö landskommun. Landskommunen utökades 1952 och inkorporerades 1959 i Österhaninge landskommun som 1971 uppgick i Haninge kommun. Församlingen uppgick 2002 i Dalarö-Ornö-Utö församling.
1 januari 2016 inrättades distriktet Dalarö, med samma omfattning som församlingen hade 1999/2000.  
Socknen har tillhört län, fögderier, tingslag och domsagor enligt vad som beskrivs i artikeln Sotholms härad. De indelta båtsmännen tillhörde Första Södermanlands båtsmanskompani.

## Geografi och natur

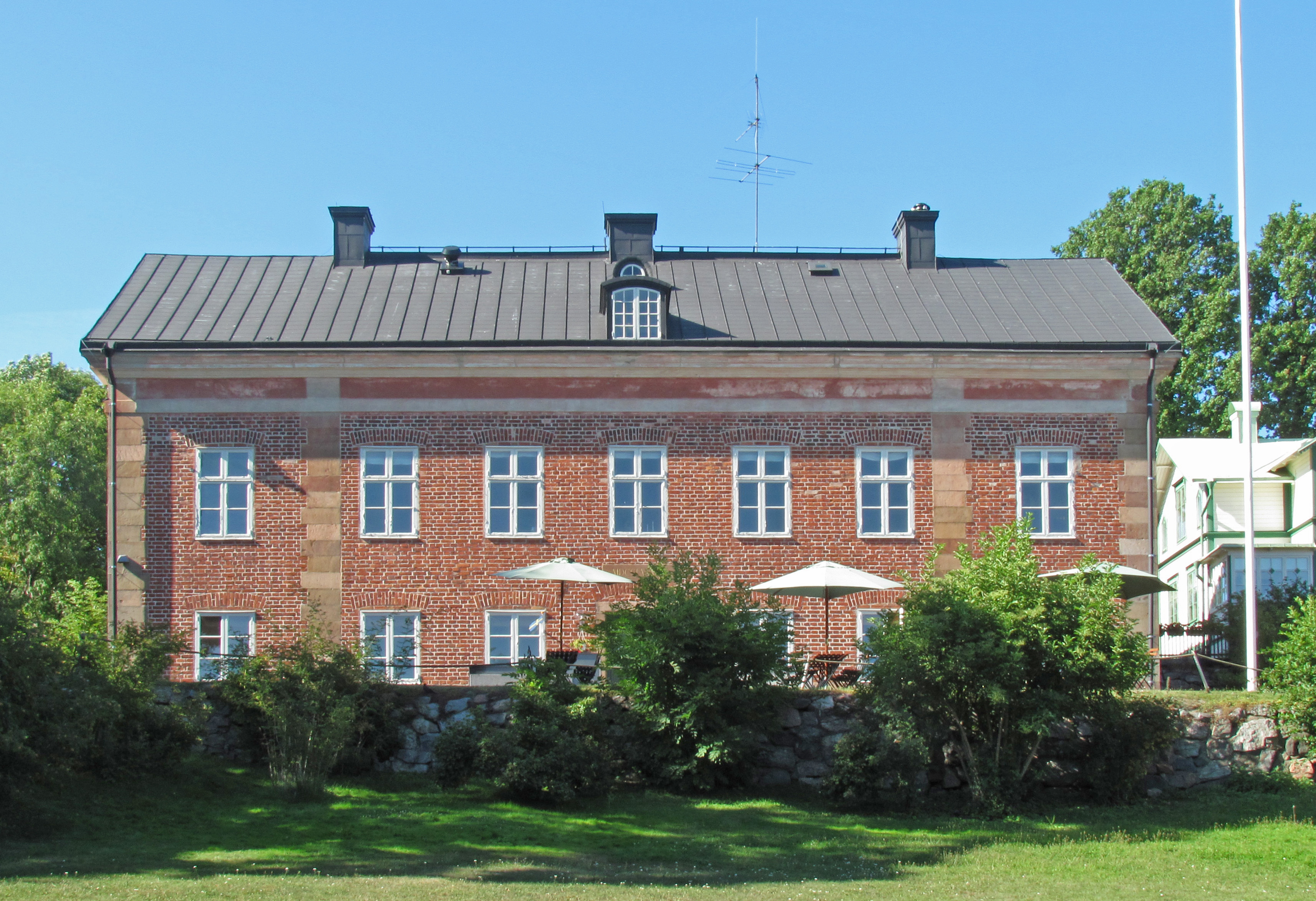
Dalarö tullhus.

Dalarö socken ligger på östra Södertörn och med skärgård vid Nämdöfjärden, Ingaröfjärden och Jungfrufjärden. Socknen är en kuperad bergs- och skogsbygd.
Det finns två naturreservat i socknen. Lilla Husarn och Stora Vindåsen är båda kommunala naturreservat.
En sätesgård var Smådalarö gård.
På Dalarö har det funnits ett gästgiveri.

## Fornlämningar
Från järnåldern finns gravfält. Dalarö skans har använts i historisk tid.

## Befolkningsutveckling
Befolkningen ökade från 555 1810 till 819 1890 varefter den minskade till 626 1920 då den var som minst under 1900-talet. Till 1950 hade den ökat på nytt till 837 för att till 1970 åter minska till 660. Därefter ökade folkmängden till 1 098 1990.

## Namnet
Namnet (1300 Dalernsund) innehåller dal, 'dalgång' och arin, 'grusö, grusig mark'.